# Porta San Giacomo
La Porta San Giacomo (en dialecte Bergamasque Pórta San Giàcom), peut-être la plus belle des portes d'accès des murs vénitiens à la ville haute de Bergame, a été construite en 1592, c'est la seule construite en marbre blanc rose de la carrière Zandobbio à Val Cavallina.  

## Histoire
La construction des murs vénitiens a commencé en 1561, et doit avoir été l'avant-poste protégé à l'ouest des territoires de la Sérénissime par les Milanais qui, après la mort de François II Sforza (1535) et la paix de Cateau-Cambrésis (1559), étaient devenus une province espagnole . Les murs possèdent quatre portes qui rendent accessible l'entrée de la partie supérieure de la ville : la Porta San Lorenzo, la Porta Sant'Agostino, la Porta Sant'Alessandro et la Porta San Giacomo. 
Le 9 juillet 2017, les murs vénitiens ont été intégrés à l'UNESCO comme site du patrimoine mondial, dans le site transnational Ouvrages de défense vénitiens entre le XVIe et XVIIe siècles : Stato da Terra-État de la mer occidentale.   

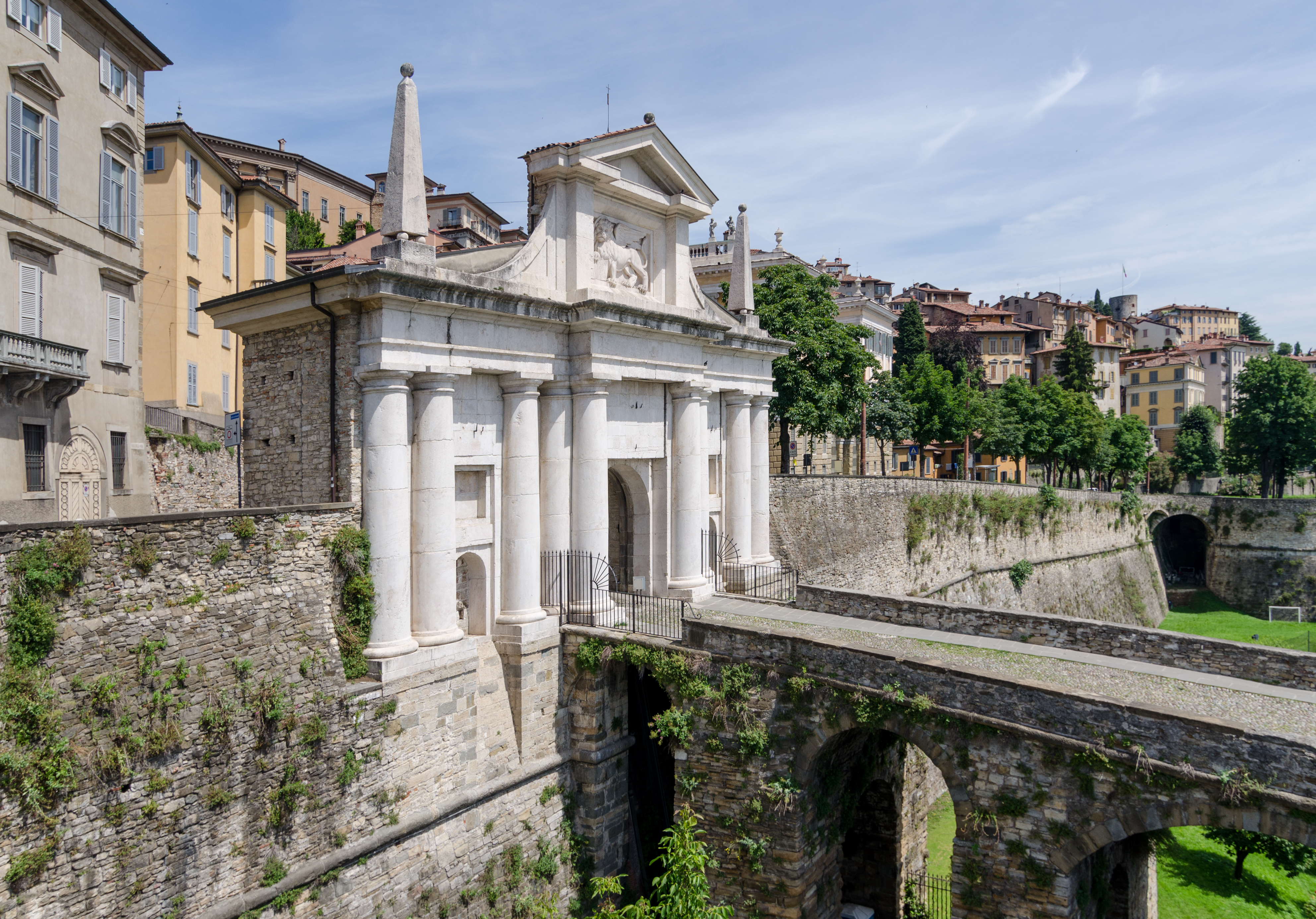
La porte et les murs vénitiens, un site du patrimoine de l'UNESCO.
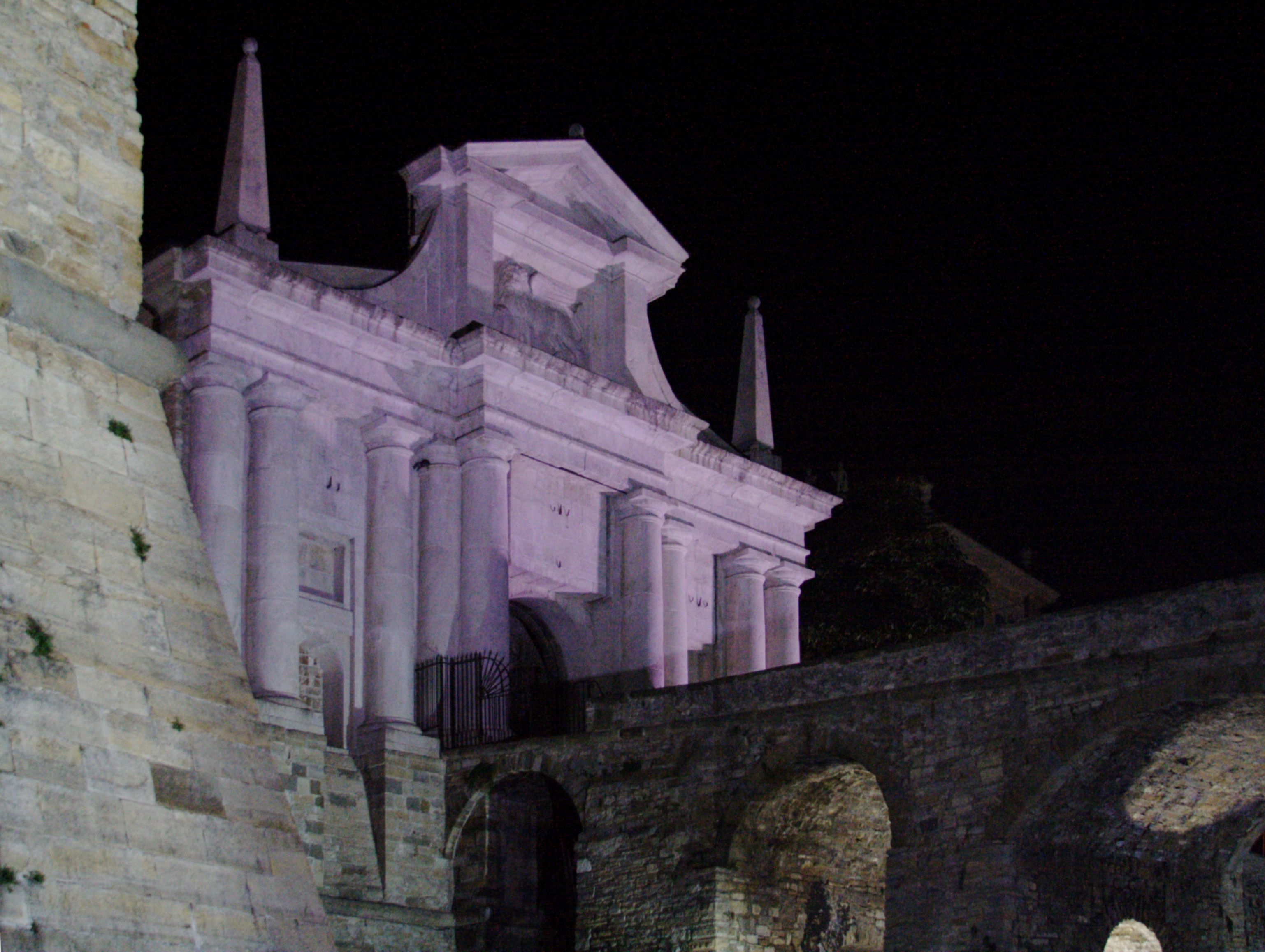
Porta San Giacomo illuminée.